# T-38 (航空機)
T-38 タロン
T-38A
- 用途：練習機
- 設計者：エドガー・シュミード（英語版）
- 製造者：ノースロップ（現・ノースロップ・グラマン）社
- 運用者

  -  アメリカ合衆国（空軍、海軍、NASA）
  -  西ドイツ（ドイツ空軍）
  -  ポルトガル（ポルトガル空軍）
  -  トルコ（トルコ空軍）
  -  台湾（台湾空軍）
  -  韓国（韓国空軍）
- 初飛行：1959年4月10日
- 生産数：1,146機
- 運用開始：1961年3月17日
- 運用状況：現役

T-38はアメリカ合衆国のノースロップ（現・ノースロップ・グラマン）社が開発した練習機。愛称はタロン(Talon：猛禽類の鉤爪の意)。
練習機ながらアフターバーナーを装備し、超音速を発揮できる。優秀な双発ジェットの高等練習機として高く評価され、総数1,000機以上が生産された。

## 概要

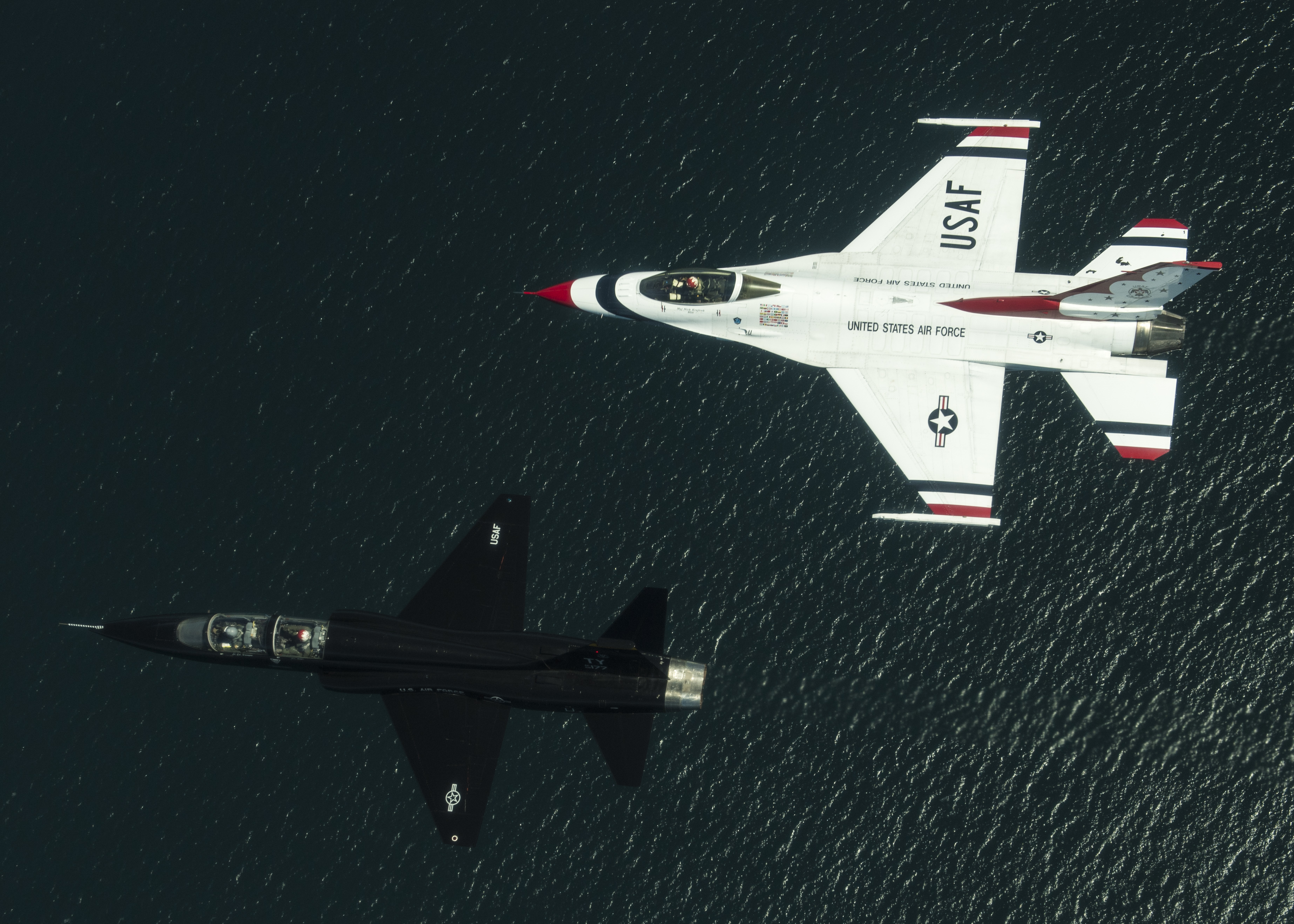
F-16との形状比較

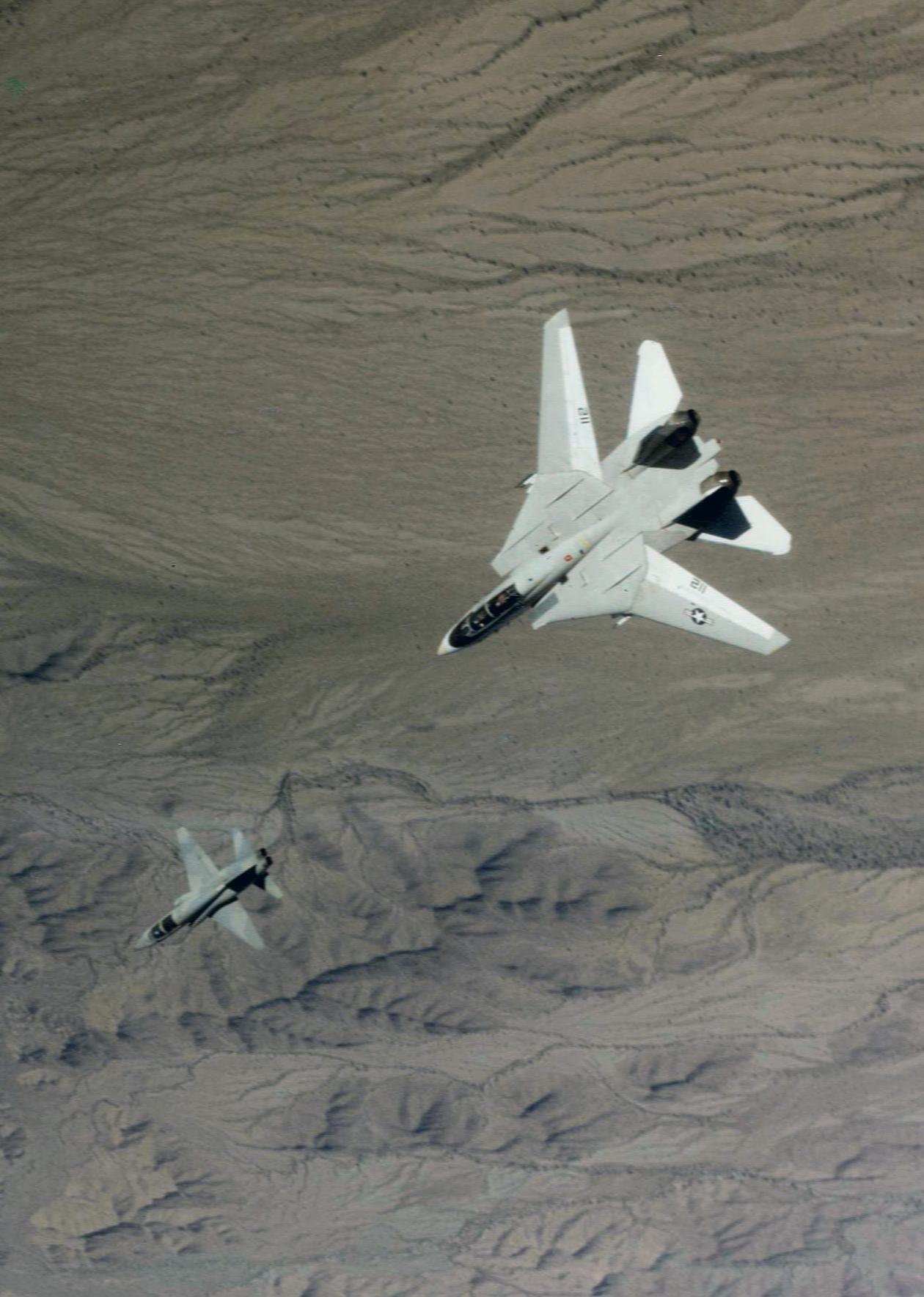
模擬格闘戦でT-38Aを追尾するF-14

1950年代後半に入ると、実用ジェット戦闘機の高性能化が進み、従来のジェット練習機として用いられてきたT-33では性能が陳腐化してきた。その頃、ノースロップでは自社資金でN-156計画という西側同盟国向けの軍用機開発計画を進めていた。この計画は軽量戦闘機型のN-156Fと練習機型のN-156Tを開発するものである。そのうち練習機型はアメリカ空軍の興味を引くこととなり、1956年にYT-38として開発契約が結ばれた。YT-38の初飛行は1959年4月10日である。なお、戦闘機型も1958年に同盟国供与用のF-5として開発されることになる。
T-38はスタジアムシーティングを採用したタンデム複座、キャノピーは前後独立、主翼は低翼配置、エアインテークを胴体側面に持つという、当時の標準的な設計に纏められた。小型軽量の機体で飛行性能が安定しており、整備性が良いため稼働率が高く運用コストも少なく済み、また双発機であるためアクシデントにも強いという特徴を持つ。その反面、使用エンジンの燃費効率がやや悪く、また小型機ゆえに搭載力や航続距離に難があったものの、これは練習機用途としては大きな問題にはなりにくい。音速突破も可能な高速性能を持つが、これは当時は亜音速と超音速飛行には隔絶した差があると考えられ、超音速飛行に慣熟するためには特別な訓練が必須であるとされたからである（現在では超音速飛行の練習は実機の複座型を用いれば十分であると考えられ、超音速飛行能力を持つ純練習機は廃れる傾向にある）。このため安全性も考慮された設計になっており、センチュリーシリーズにさえ取り入れられていなかった当時の先進的な操縦システムも導入されていた。
F-16より小型軽量の機体に推力重量比の高いエンジンを搭載し、練習機であるためクセがなく扱いやすい操縦特性となっていることから、中高速域での運動性能は第4世代機と比較しても遜色がない。そのため、過去にアメリカ空軍のアグレッサー部隊で使用されたほか、戦闘機導入基礎課程（IFF）で基礎的な戦技の導入教育に使用されている。アメリカ空軍で行われた模擬格闘戦において最新鋭のF-22に撃墜判定を出したこともあるなど、技量次第では第5世代機にも対抗しうる能力を有する。
部隊配備は1961年から開始され、アメリカ空軍の他、同空軍にパイロットを派遣して訓練を行なっている西ドイツ空軍も使用した（アメリカ国籍マークを付けて、同国内で使用）。しかし輸出は、純粋な練習機にとどまる本機よりも、ドッグファイトや対地攻撃もこなせる実用機として使用できる姉妹機・F-5戦闘機（の複座型）の方が圧倒的に多かったため、本機の輸入国はポルトガル、台湾、韓国（T-50が完成するまでのつなぎとしてアメリカ空軍からリース）、トルコに留まった。生産は1972年まで行われ、生産機数は1,187機。また1975年より130機程度が、武装可能で攻撃訓練にも対応したLIFT（戦闘機前段階練習機）型のAT-38Bに改造された。
2001年よりアメリカ空軍は既存のT-38Aを改良したT-38Cの導入を進めている。アビオニクスの改良によりグラスコックピット化された操縦席にはヘッドアップディスプレイも備わり、エンジンのメインモジュールが交換され、機体側のエアインテークも改良された。アメリカ空軍は主翼の交換も検討している。
アメリカ航空宇宙局ではテキサス州ヒューストンのエリントン・フィールドに配備しており、宇宙飛行士の飛行体験訓練や連絡機として使用されている。アメリカでは民間に払い下げられた機体が少数あり、例えばボーイング社ではチェイス機としてT-38を使用している。
姉妹機F-5Aの複座（練習機）型であるF-5Bは、T-38の機首を流用したため外見が非常に似ているが、固定機関砲がない点を除けばF-5Aと同様の武装が装備できる軽攻撃機兼用型で、エンジンも作戦用途向けにより強力なものが使用されている。
2000年代から老朽化と補修部品の払底により修理コストが上昇したため、アメリカ空軍では後継機の選定を開始した。候補機は数社の競作となったが、最終的には2018年9月27日にボーイングとスウェーデンSAABが共同提案したT-7 レッドホークに決定された。導入され次第、2019年時点でアメリカ空軍で運用されている約500機の機体は減少していく見込み。

## 各型

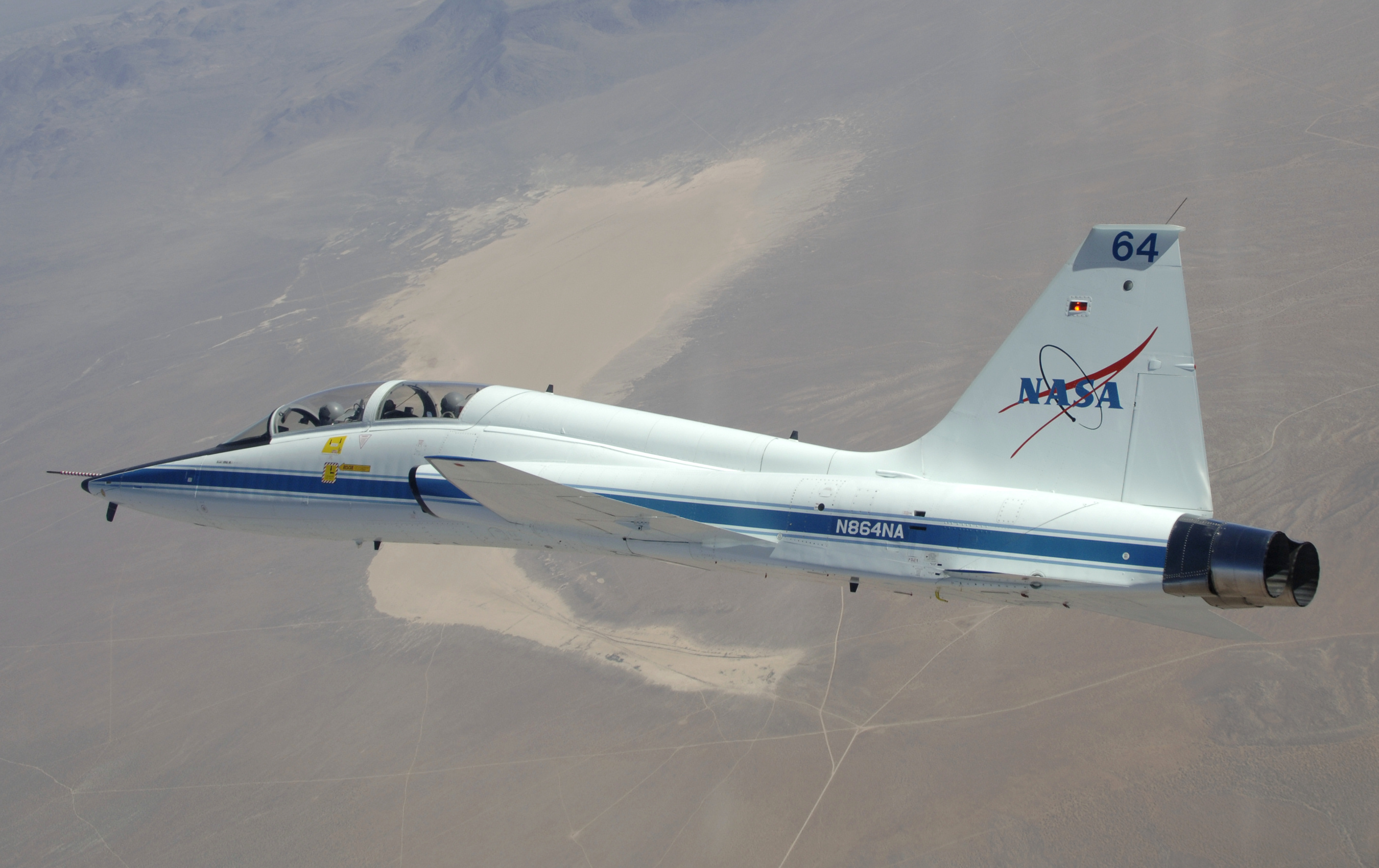
T-38A(N)

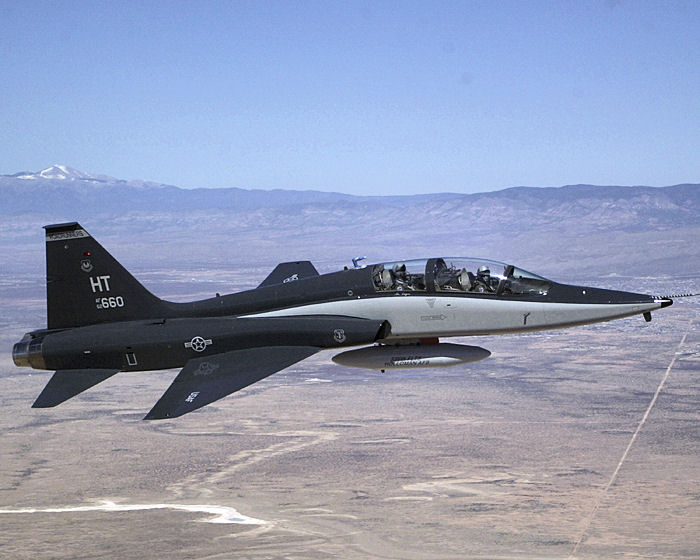
AT-38B 胴体下パイロンに各種装備を携行できる

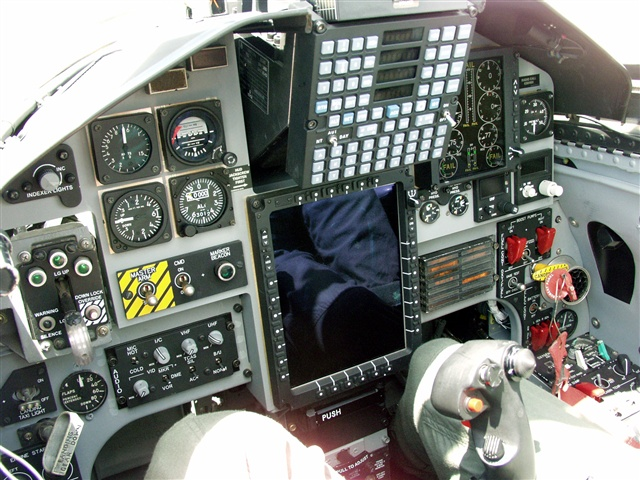
T-38Cの操縦席

N-156T
社内開発名称。
YT-38
試作機
T-38A
量産型。
T-38N
NASAで使用しているA型をベースにしたモデル。操縦経験の無い宇宙飛行士を乗せて機動飛行を体験させるために使用。
T-38Cの登場以前からアビオニクスが改良され、ウェザーレーダーが装備されるなど、独自仕様となっている。
AT-38A
武装型。試作のみ。
DT-38A
アメリカ海軍向け。無人標的機の誘導に必要な機材を搭載している。
NT-38A
各種試験機。
QT-38A
無人標的機型。
AT-38B
武装型。
T-38C
近代化改修型。
AT-38C
武装型の近代化改修型。
T-38Cの改修モデル
ボーイングによりアビオニクスが更新された改修型。
グラスコックピットの採用やGPSが統合された航法装置を追加している。
T-38M
トルコ軍での近代化改修型。

## 運用

女性としてアメリカ空軍のパイロット養成プログラムを卒業した最初の10人（1977年）

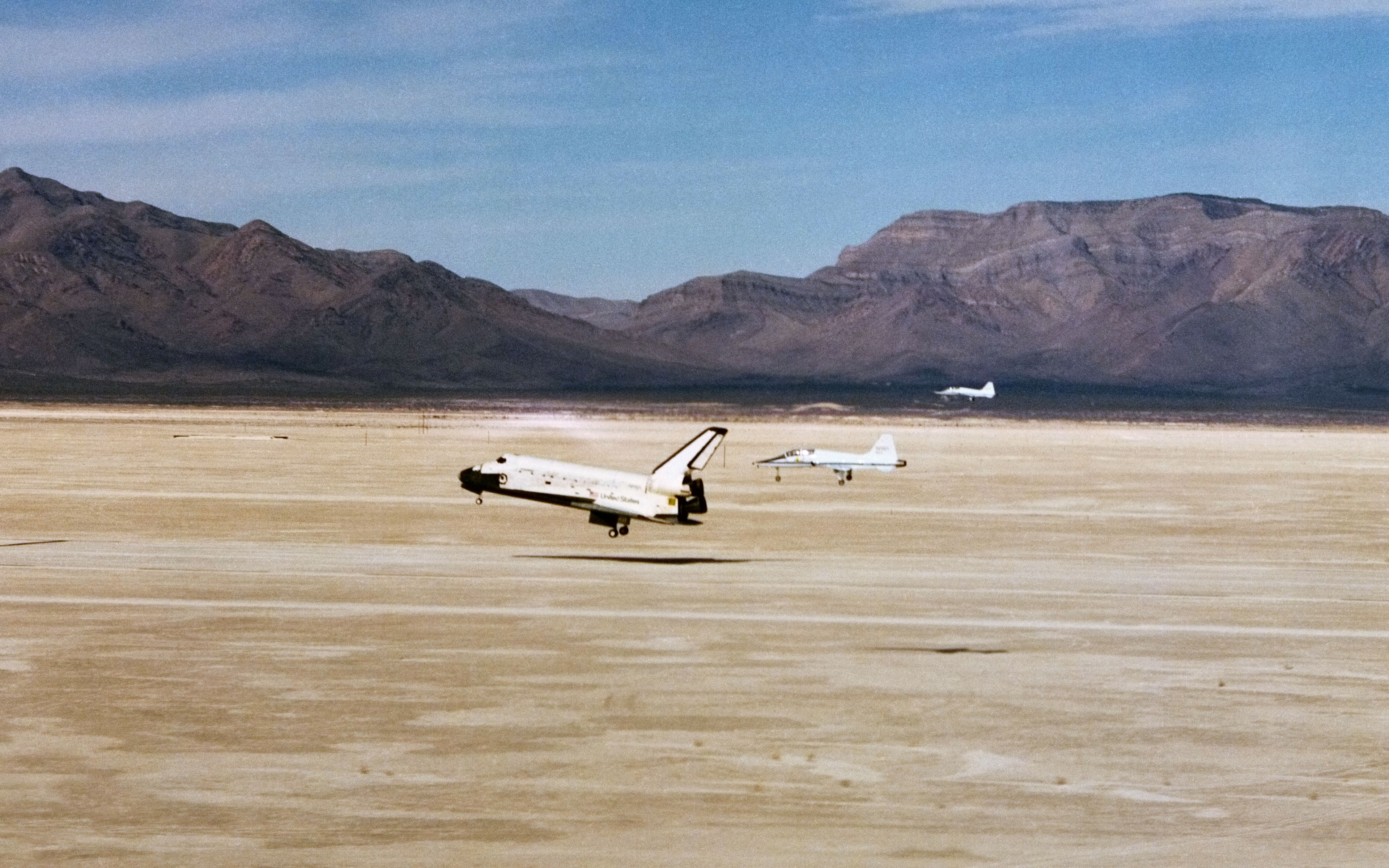
STS-3を終えホワイトサンズ・ミサイル実験場に着陸するコロンビアと周囲を監視する2機のT-38N

- アメリカ空軍

サンダーバーズでも1974年から1982年にかけて使用。
- アメリカ海軍

アメリカ海軍戦闘機兵器学校（トップガン）においてアグレッサー（仮想敵役機）として用いられた。
- アメリカ航空宇宙局

宇宙飛行士の訓練、チェイス機、連絡機としてT-38Nを使用している。またISSに搭載された機器の整備訓練の一環としてT-38を利用した整備訓練も行われる
- 西ドイツ空軍

全機がアメリカ空軍シェパード基地で運用されており、アメリカ空軍のマーキングが施されている。
- ポルトガル空軍

当初、F-5も導入予定であったが政情不安等から挫折。T-38Aを6機導入したに留まる。主力機がF-86、G.91やA-7などであったため、一時期、同空軍最高速度の軍用機となった（現在はF-16を運用）。現在は退役し、一部はゲートキーパー（基地入口に展示される機体）として保存されている。
- トルコ空軍
- 台湾空軍
- 韓国空軍

日本の陸上、海上、航空、各自衛隊はT-38を導入していないが、航空自衛隊の操縦課程学生の一部はアメリカ空軍での操縦課程（SUPT）を履修しており、毎年数名の学生がアメリカ空軍の学生とともにT-38での操縦訓練を受けている。宇宙飛行士の油井亀美也は空自時代のSUPT卒業後に、AT-38Cによる2か月間の戦闘機操縦課程を試行例として履修して帰国している。これは日本人では初であったという。後にはこの戦闘機操縦課程を含んだT-38による操縦課程（約32週）が留学者に対して行われるようになった他、国内のT-4でも同様の戦闘機操縦基礎課程（約8週）が行われるようになった。2019年2月19日には、モンゴメリー空港で着陸進入中だったT-38Cが墜落し、飛行訓練中だった二等空尉（死後一等空尉に昇進）と米空軍の教官が殉職した。

## 仕様
- 全長：14m
- 全幅：7.6m
- 全高：3.8m
- 自重：3,244kg[13]
- 最大離陸重量：5,485kg

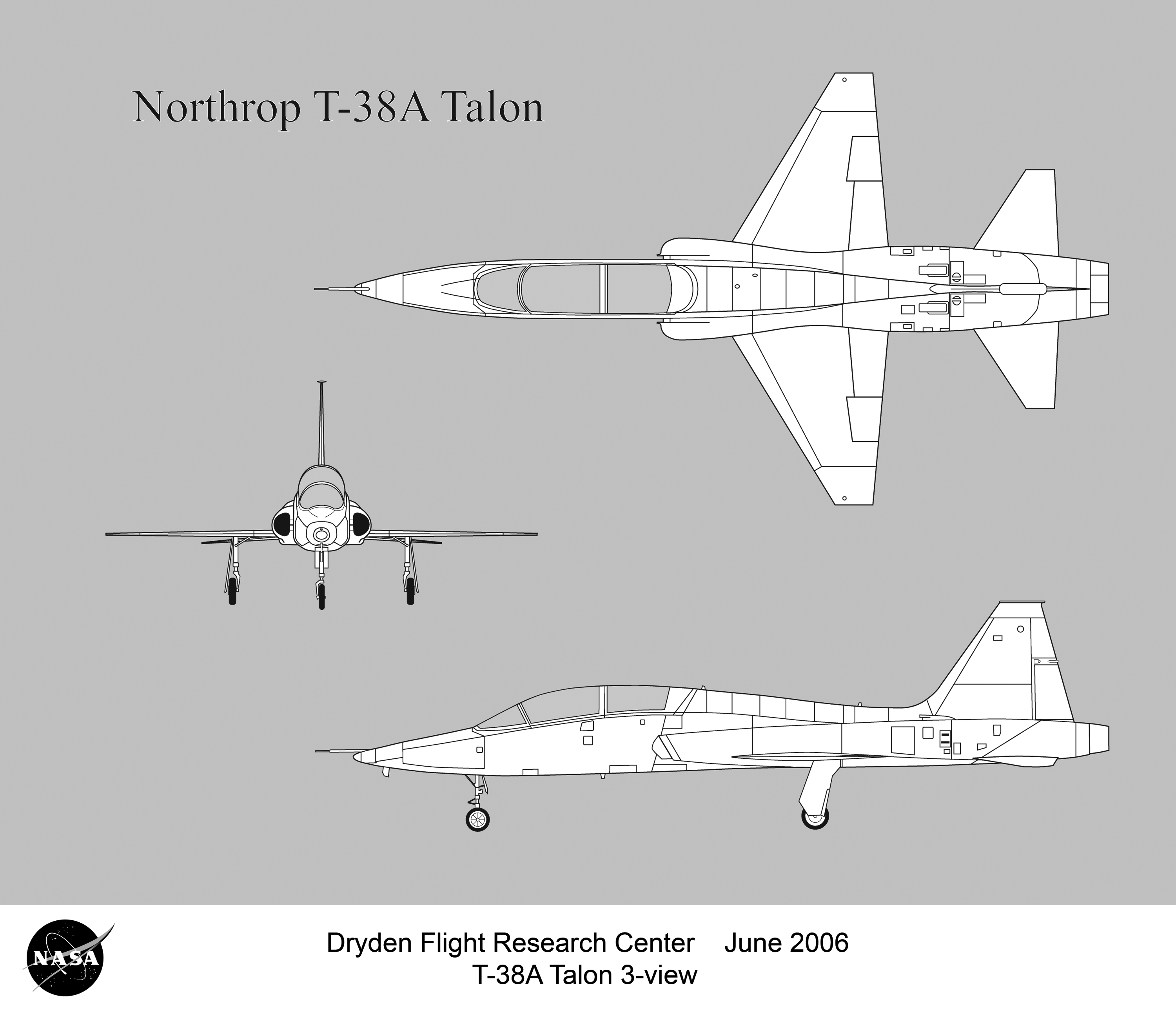
T-38A 三面図

- エンジン：J85-GE-5ターボジェットエンジン（近代化改修後、推力2,200lbf（約997kgf） A/B時3,300lbf（約1,495kgf））2基
- 最大速度：M1.08（海抜高度0ｍ）
- 限界高度：55,000フィート
- 航続距離：1,093マイル（約1,759km）
- 乗員：2名
- 武装：なし

## 登場作品

### 映画
『トップガン（原題：TOPGUN）』
“TOPGUN”の使用機として登場。
ただし、主に基地で後方に駐機している機体としての登場であり、飛行シーン及び“MiG-28”として登場しているものは、F-5E及びその複座練習機型であるF-5Fである。

### 漫画・アニメ
『宇宙兄弟』
NASAで使用されているT-38Nが登場する。
『エリア88』　
作中で88所属機として度々登場。単座機のパイロットが人を便乗させる等、連絡用に使用している。